# Клан Ліск

Гребінь клану Ліск.

Герб вождів клану Ліск.

Клан Ліск (шотл. — Clan Leask) — один з кланів рівнинної частини Шотландії — Лоуленду.
Гасло клану: Virtute Cresco — Я росту силою (лат.)
Вождь клану: Джонатан Ліск (шотл. — Jonathan Leask)
Союзні клани: Гей
Ворожі клани: Гордон

## Історія клану Ліск

### Походження клану Ліск
Є багато версій походження клану Ліск. Як назви так і клану взагалі. Щодо назви поширеною версією є така, що назва походить від давнього англосаксонського слова ліссе — lisse — щасливий. Але таке ж слово є у давньоскандинавській мові вікінгів. Воно означало супутник, товариш, молодий хлопець, перемішування, хвилювання. Професор Ліск з Абердину вважає, що назва походить під імені Ліскус (лат. — Liscus), що був вождем галльського племені гедуїв, про яких згадує Юлій Цезар описуючи галльські війни. У ранньому середньовіччі одної з найбільших фортець Франції був замок в Булоні, яким володіли Каролінги і який називався Лескве. В історичних хроніках згадується Ерік Ліск (дан. — Erik Leask), що був камергером короля Данії.
У 1296 році король Англії Едвард І Довгоногий завоював Шотландію і змусив вождів шотландських кланів присягнути йому на вірність і підписати відповідний документ — «Рагман Роллс». У цьому документі згадується Вільям де Ласкерске (шотл. — William de Laskereske). У 1345 році Вільям Ліск отримав королівську грамоту, що підтверджувала його право на володіння землями Лескгораун чи Лескгаранн від короля Шотландії Девіда II — сина Роберта Брюса. Можливо, це та сама людина, що записана в парафіяльних книгах церкви Еллон, що Абердинширі під іменем Вільям Лейск. Він заповідав пастирям цієї церкви фунт воску щорічно на вівтарі храмів Холіруд в церкву Святої Марії приходу Еллон.
У 1390 році вождь клану Ліск отримав посаду баллі в баронстві Фіндон. Він успадкував половину земель Генрі де Броугана — лорда Ахлаун. Він також вказується як свідок у грамоті щодо земель графа Оркні у 1391 році.

### XV—XVI століття
У середині XV століття молодший син вождя клану Ліск переселився до Оркні на прохання графа, що в той час будував палац Кіркволл. Там утворилася гілка клану Ліск, що існує до цього часу безперервно.
Ще один вождь клану Ліск — Вілфред Ліск передав частину своїх маєтків Манрент Вільяму Гею — графу Еррол у 1456 році. Він відійшов від справ і передав свої землі і посаду вождя клану своєму сину і спадкоємцю. З цього гасу клан Гей став надійним союзником клану Ліск. Коли Чейн Есслемонт вирішив укласти спілку з кланом Гей, договір про альянс був підписаний в каплиці Ласк у 1499 році.
У 1574 році після того, як скинули з трону королеву Марію Стюарт, Вільям Ліск — VII вождь клану Ліск підписав присягу на вірність молодому королю Шотландії Джеймсу VI.

### XVII століття
У документах XVII століття фігурує скарга Олександра Ліска подана на Адама Гордона — брата лерда Гайта з клану Гордон. Олександр Ліск просить покласти край брутальним діям і нападам з боку клану Гордон, що напали на нього у 1615 році і його тяжко поранили. У тому ж році клан Гордон знову напав на клан Ліск і здійснив замах на сина вождя клану. У зв'язку з цим Джордж Гордон був оголошений поза законом. У 1616 році Вільям Ліск напав на Джона Гордона з пістолетами.
У 1672 році Олександр Ліск був серед шляхти, що зареєструвала свої герби у нещодавно створеному громадському регістрі. Наприкінці XVII століття клан пережив фінансову катастрофу. Клан мав справу з торговою компанією Дарієна, що велаа торгівлю з Центральною Америкою і конкурувала з Ост-Індійською компанією з Лондона. Олександр Ліск — ХІІІ вождь клану втратив все і змушений був відмовитися від своїх маєтків, що були захоплені Робертом Каммінгом.

### XX століття
У 1963 році нащадку вождів клану Ліск вдалося викупити частину земель клану. Було засноване товариство клану Ліск. Серед видатних діячів клану Ліск був генерал-лейтенант сер Генрі Ліск, що був губернатором Единбурзького замку і Генеральним командувачем армії Шотландії. У 1968 році Мойра Енн Хельгессен була визнана герольдами Шоттландії та лордом Лева як вождь клану Ліск і стала називатися леді Енн Ліск. Вона померла у квітні 2008 року і посаду вождя клану Ліск отримав Джонатан Ліск — ХХІІІ вождь клану Ліск.